# Powerlifting ai XVI Giochi paralimpici estivi - 72 kg maschile
Le gare di powerlifting della categoria fino a 72 kg maschile ai XVI Giochi paralimpici estivi si sono svolte il 28 agosto 2021 presso il Tokyo International Forum.
Il vincitore è stato Bonnie Bunyau Gustin che ha anche stabilito il nuovo record paralimpico sollevando 228 kg.

## Risultati
| Pos. | Atleta                    | Peso (kg) | Sollevamenti (kg) | Sollevamenti (kg) | Sollevamenti (kg) | Sollevamenti (kg) | Risultato (kg) |
| Pos. | Atleta                    | Peso (kg) | 1                 | 2                 | 3                 | 4                 | Risultato (kg) |
| ---- | ------------------------- | --------- | ----------------- | ----------------- | ----------------- | ----------------- | -------------- |
|      | Bonnie Bunyau Gustin      | 69,45     | 217               | 225               | 228               | 231               | 228            |
|      | Mahmoud Attia             | 69,08     | 185               | 191               | 191               | –                 | 191            |
|      | Micky Yule                | 71,58     | 180               | 182               | 182               | –                 | 182            |
| 4    | Thongsa Marasri           | 71,53     | 180               | 190               | 190               | –                 | 180            |
| 5    | Rey Melchor Dimas Vasquez | 71,12     | 165               | 169               | 180               | –                 | 169            |
| 6    | Hajime Ujiro              | 71,31     | 156               | 162               | 162               | –                 | 162            |
| 7    | Emmanuel Nii Tettey Oku   | 70,54     | 160               | 168               | 169               | –                 | 160            |
| –    | Rasool Mohsin             | 71,34     | 205               | 206               | 206               | –                 | –              |
| –    | Hu Peng                   | 71,58     | 208               | 208               | 208               | –                 | –              |
| –    | Nnamdi Innocent           | 71,40     | 200               | 200               | 200               | –                 | –              |